# Торре Роньоза
Торре Роньоза (итал. Torre Rognosa), также известна как Часовая башня (итал. Torre dell'Orologio) или Башня подесты (итал. Torre del Podestà) — одна из самых высоких и хорошо сохранившихся средневековых башен города Сан-Джиминьяно. Она возвышается над Старым дворцом подеста на Соборной площади.

## История и описание
Башня была построена около 1200 года и принадлежала семьям Грегорио и Оти. Высота башни составляет 51 м, она является второй по высоте в городе после Большой башни (54 м).
Название «Роньоза» происходит от того, что когда резиденция подесты переехала из старой ратуши в новую (ратушу вместе с Большой башней, построенной веком позже и имеющей большую высоту), в башне начали содержать узников, больных чесоткой (от фр. rogne).
Построенная из камня, башня Роньоза имеет квадратное основание и несколько небольших окон, открывающихся на Пьяцца делла Чистерна. Прямо над зубчатыми стенами Старого дворца подеста находится узкая дверь с балконом и навесом, ведущая в башню. На вершине башни располагается открытая терраса с колокольней. В первое время, в колокол били для извещения граждан об опасности, однако позже колокол стал отбивать часы. Сверху колокольную ячейку накрывает пирамидка из красной черепицы.
Согласно указу 1255 года, в городе запрещалось строить частные башни выше башни Роньоза. Однако это распоряжение было проигнорировано сначала могущественной семьёй Сальвуччи (из гвельфской партии), а затем и семьёй Ардингелли (из гибеллинской партии), построившей свои две башни в подражание своим врагам Сальвуччи неподалёку. Однако впоследствии башни всё же пришлось укоротить в высоте.

## Галерея

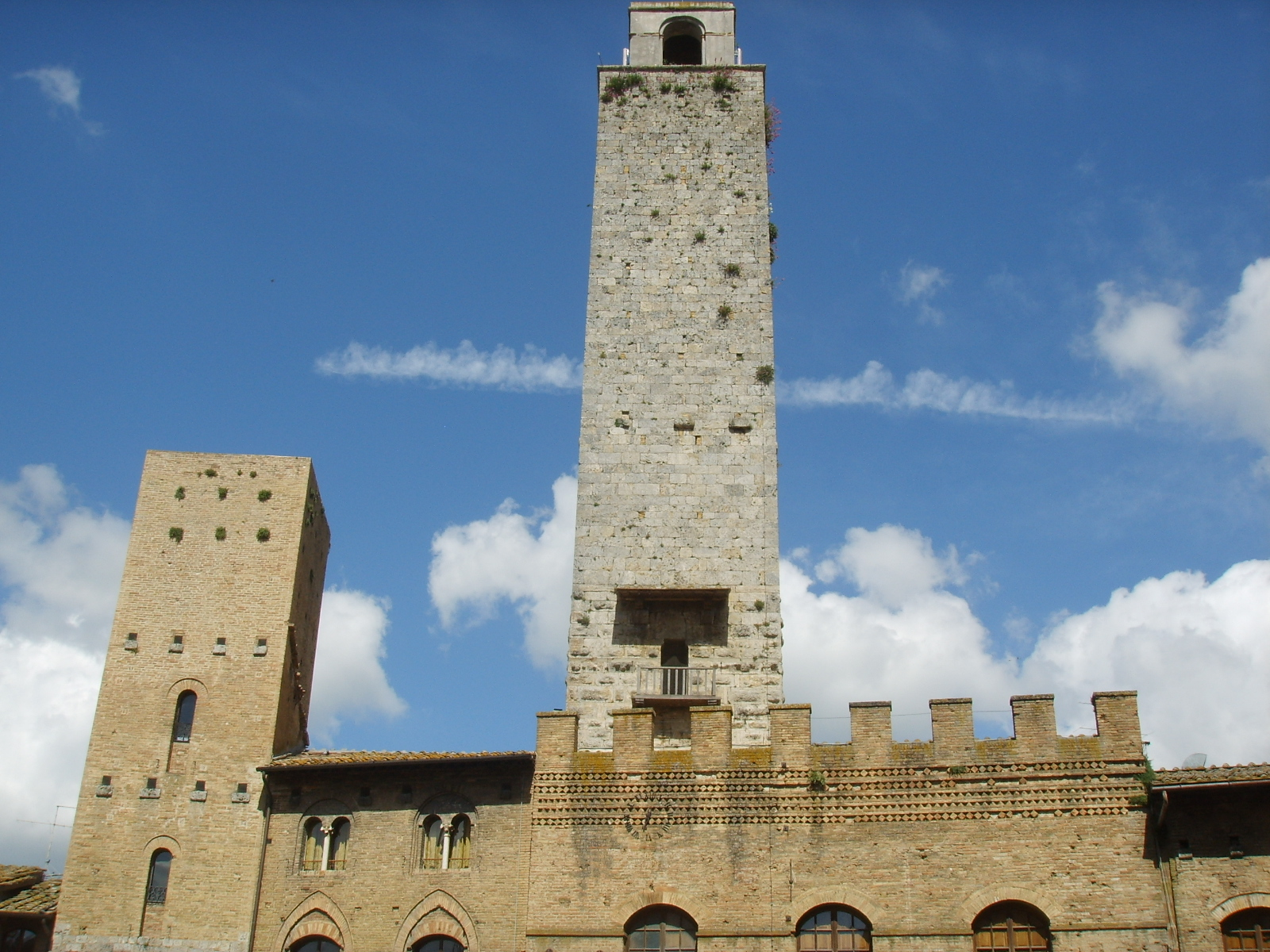
Основание башни
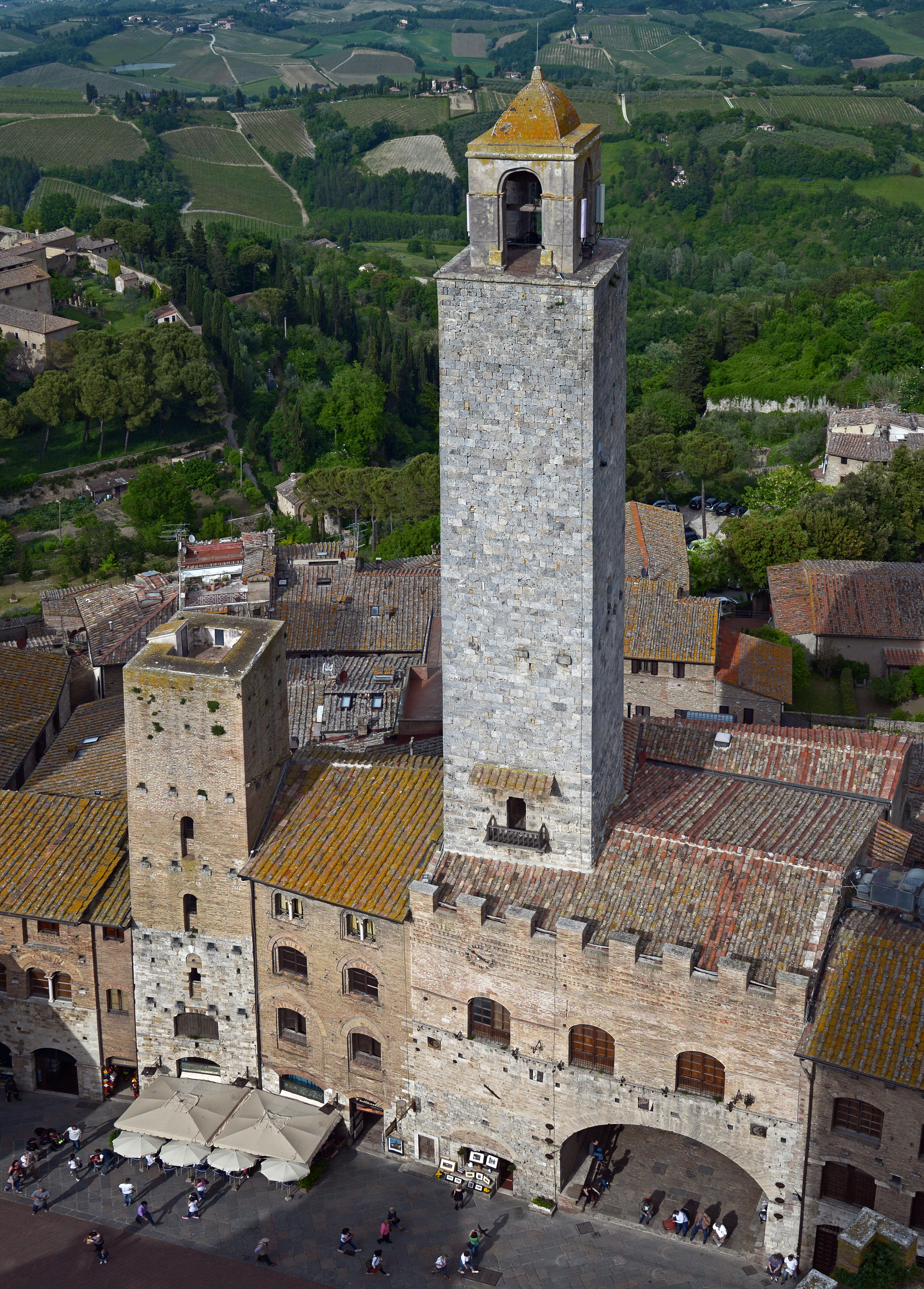
Вид на Торре Роньоза с Большой башни
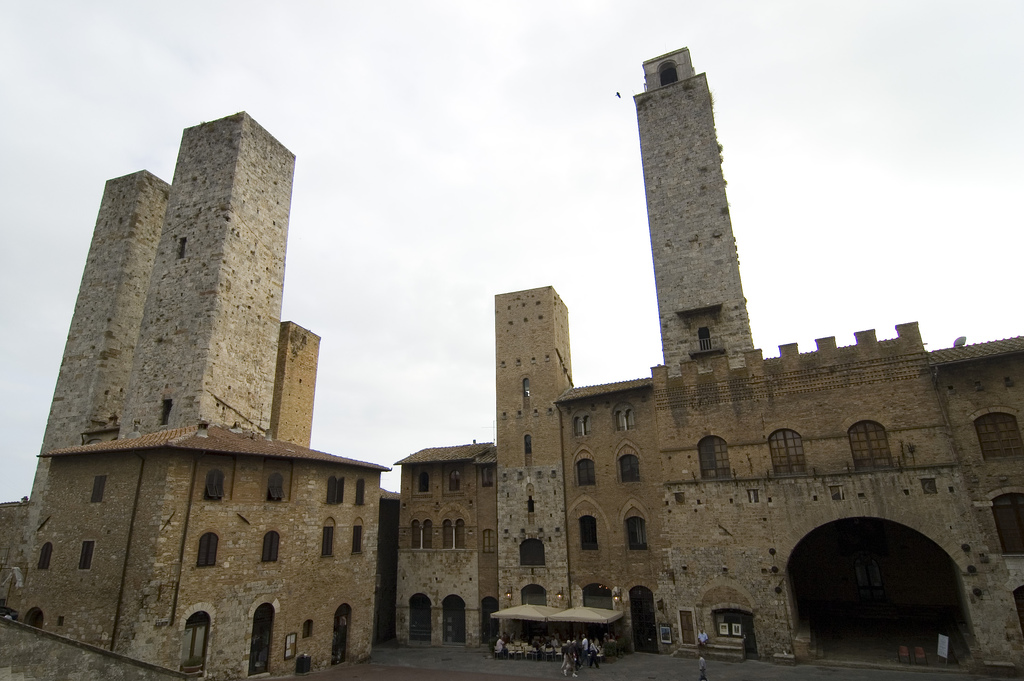
Башня Роньоза (крайняя справа) в окружении башни Киджи и башен Сальвуччи